# 汪国际
汪国际（1965年3月—），安徽省怀宁县人，中华人民共和国政治人物。

## 生平
1965年3月，汪国际出生在安徽省怀宁县。
1987年7月，汪国际在黄山市、黄山区汤口镇城建分局当一名技术员。1993年7月成为汤口镇土地所所长，1999年1月升任汤口镇副镇长，2000年2月出任中共汤口镇委副书记，同年11月兼任镇长。2003年7月，汪国际调任黄山区建设局副局长、党组书记，次年3月升任局长、党组书记。2007年2月，汪国际出任黄山区人民政府副区长。
2007年9月，汪国际调任祁门县人民政府副县长，次年5月升任常务副县长，同时成为中共祁门县委常委，2010年9月出任中共祁门县委副书记，2013年4月起兼任副县长、代县长（2013年7月正式成为县长）、县委党校校长，2018年6月，汪国际升任中共祁门县委书记。

### 落马
2024年5月25日，汪国际涉嫌严重违纪违法接受黄山市纪委监委纪律审查和监察调查。